# Газгольдерная улица
Газго́льдерная у́лица (с 1930-х годов до 26 августа 1960 года — Газго́льдерная у́лица села Карачарово) — улица в Юго-Восточном административном округе города Москвы на территории Нижегородского района.

## История
Улица находится на территории бывшего села Карачарово, где получила своё название в 1930-х годах по располагавшейся поблизости газгольдерной станции. 26 августа 1960 года село Карачарово вошло в состав Москвы, улица сохранила своё название.
В 1990-х годах улица получила известность благодаря тому, что на ней располагалась штаб-квартира МММ.

## Расположение
Газгольдерная улица проходит от Новохохловской улицы на юго-восток, поворачивает на юг, проходит до путей ССВ на станцию Бойня (линия парк Перово I — Бойня), поворачивает на северо-восток и проходит параллельно путям до негабаритного автомобильного тоннеля под путями, соединяющего Газгольдерную улицу со 2-м Грайвороновским проездом. Нумерация домов начинается от Новохохловской улицы.

## Примечательные здания и сооружения
Большая часть старых и новых построек по Газгольдерной улице имеют адреса по Рязанскому проспекту 2, унаследованные от Карачаровского механического завода. Это в западной части улицы ТЦ «Город» и ТЦ «Декоратор» по северной стороне, и жилой комплекс «Профит» по южной, а в восточной части улицы — жилой комплекс «Среда». По чётной стороне сохранились малоэтажные постройки по Газгольдерной, 2 — газораспределительная станция Мосгаза (бывшая газгольдерная станция), 6 и 6а (административные заводские здания), 8с11 (СМУ Метростроя), 12 (металлобаза) и трёхэтажный «дом МММ» под номером 14. Значительно восточнее улицы, ближе к Кузьминской овощной базе, ещё сохраняются (лето 2025 года) складские постройки с адресами по Газгольдерной 10, ожидающие сноса под жилое строительство.

## Транспорт

### Наземный транспорт
По Газгольдерной улице не проходят маршруты наземного общественного транспорта. У северо-западного конца улицы, на Рязанском проспекте, расположена остановка «Метро „Нижегородская“» автобусных маршрутов № м7, е70, 51, 279, 429, 766, 805, т63, у юго-восточного, на 2-м Грайвороновском проезде, — остановка «Вычислительный центр» автобусного маршрута № 725.

### Метро
- Станция метро «Нижегородская» Некрасовской линии и Большой кольцевой линии — севернее улицы, между Рязанским проспектом и путями Горьковского направления Московской железной дороги.
- Станция метро «Стахановская» Некрасовской линии — восточнее улицы, на 2-м Грайвороновском проезде вблизи пересечения с Рязанским проспектом.

### Железнодорожный транспорт
- Платформа Нижегородская Горьковского направления Московской железной дороги — севернее улицы, между Рязанским проспектом, Орехово-Зуевским проездом, Перовским шоссе и шоссе Фрезер.